# Alpina hirtata
Alpina hirtata är en fjärilsart som beskrevs av Fabre 1794. Alpina hirtata ingår i släktet Alpina och familjen mätare. Inga underarter finns listade i Catalogue of Life.